# Tano Cimarosa

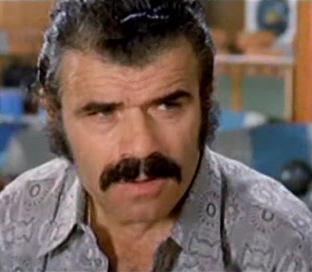
Tano Cimarosa in Milano Rovente (1973)

Tano Cimarosa (eigentlich Gaetano Cisco Cimarosa, * 1. Januar 1922 in Messina; † 24. Mai 2008 ebenda) war ein italienischer Schauspieler und Filmregisseur.

## Leben
Cimarosa war seit 1955 im Filmgeschäft als Darsteller tätig und interpretierte häufig, zuverlässig und über einen Zeitraum von 40 Jahren, was er tatsächlich war: einen Sizilianer. Neben komischen Figuren gelangen ihm auch intensive dramatische Partien. Dabei trat er ebenso in Filmen bedeutender Regisseure (so z. B. als „Agent Cariddi“ in Ettore Scola Il commissario Pepe, den Gefängniswärter in Nanni Loys Untersuchungshaft oder den Emigranten in Franco Brusatis Brot und Schokolade; in späteren Jahren mehrmals bei Giuseppe Tornatore) wie in Genre-Dutzendware auf. Dreimal besetzte er selbst den Regiestuhl und inszenierte Kriminalfilme, die den Weg in deutschsprachige Länder allerdings nicht fanden.
Cimarosas Brüder Michele und Giovanni waren ebenfalls als Schauspieler tätig.

## Filmografie

### Regisseur
- 1975: Il vizio ha le calze nere
- 1977: No alla violenza (auch Drehbuch)
- 1981: Uomini di parola (auch Drehbuch)

### Schauspieler (Auswahl)
- 1963: Heirat auf sizilianisch (Matrimonio all’Italiana)
- 1967: Der Tag der Eule (Il giorno della civetta)
- 1968: Django – den Colt an der Kehle (Chiedi perdona a Dio… non per me)
- 1968: Fünf Hundesöhne (Cinque figli di cane)
- 1968: Kommandounternehmen Burning Eagle (Comando suicida)
- 1969: Der blauäugige Bandit (Barbagia (La società del malessere))
- 1969: Die Rechnung zahlt der Bounty-Killer (La morte sull’alta collina)
- 1970: Recht und Leidenschaft (La moglie più bella)
- 1970: Robin Hood und die Dämonen des Satans (Una spada per Brando)
- 1971: Untersuchungshaft (Detenuto in attesa di giudizio)
- 1972: Dein Wille geschehe, Amigo (Così sia)
- 1973: Mamma mia è arrivato Così Sia
- 1972: Das Grauen kommt nachts (Delirio caldo)
- 1974: Brot und Schokolade (Pane e cioccolata)
- 1974: S.O.S. – Der Käpt’n spinnt (Pasquale Cammarata capitano di fregata)
- 1974: Warum mußte Staatsanwalt Traini sterben? (Perché si uccide un magistrato?)
- 1974: Die unglaubwürdigen Abenteuer der Italiener in Russland (Una matta, matta, matta corsa in Russia)
- 1976: Das Schlitzohr und der Bulle (Il trucido e lo sbirro)
- 1979: Ein Mann auf den Knien (Un uomo in ginocchio)
- 1988: Cinema Paradiso (Nuovo Cinema Paradiso)
- 1995: Der Mann, der die Sterne macht (L’uomo delle stelle)
- 2002: Due amici
- 2006: Don Matteo (TV-Serie)